# Paller prop del Mas Virovella
El Paller prop del Mas Virovella és una construcció de Sant Gregori (Gironès) inclosa a l'Inventari del Patrimoni Arquitectònic de Catalunya. Es tracta d'una construcció rural de planta rectangular, les parets portants són de pedra morterada i la coberta és de tirada doble amb una jàssera central que descansa sobre una columna de pedra morterada i un senzill cavall de fusta situat a la façana. Aquestes construccions havien estat concebudes com llosc per guardar-hi les eines relacionades amb les feines del camp i també per emmagatzemar gra, farratges, etc.